# Все какают
«Все какают» (яп. みんなうんち минна унти) — книжка с картинками японского писателя и дизайнера Таро Гоми, проиллюстрированная им же. Книга вышла в 1977 году, в рамках книжной серии «Сборник научных шедевров». Всего в книге 27 страниц. Книга посвящена особенностям дефекации.
Книга получила популярность и была переведена на английский, испанский и тайский языки.

## Сюжет
На самом деле эта книга появилась в результате интересного наблюдения. Однажды зимним утром я пошёл в зоопарк, чтобы взять для одного проекта интервью у ветеринара. Я оказался там до открытия, когда еще многие клетки были не убраны, заваленные помётом. Утро выдалось холодным, и под лучами восходящего солнца было видно, как от этих кучек поднимается пар. Это была удивительно яркая и запоминающаяся картина.
Содержание книжки бессюжетное. 16 страниц содержат различные иллюстрации с небольшими текстовыми вставками. Описываются особенности дефекации у животных, связанные, например, с размером экскрементов («слон оставляет большую какашку», «мышь оставляет крошечную какашку»), а также с их видом («как выглядит какашка кита?»).
Начиная с 17 страницы, описываются особенности дефекации и какашек у людей.

### История создания
Таро Гоми вдохновился на создание книги, когда пришёл утром в зоопарк и увидел кучки неубранного помёта. После этого он и решил написать для детей книжку о дефекации. В издательстве сомневались, стоит ли публиковать книгу на такую спорную тему, но в результате вопрос был решён положительно. Книга стала настолько популярна, что Таро Гоми окончательно перешёл на написание детских книг.
Я думаю, дети были ошарашены и счастливы: какой-то странный человек нарисовал книгу о чём-то таком, о чём родители запрещают им говорить. Но ведь они всё время видят эту странную штуку, когда она выходит из их тела. Или они могли видеть это в подгузниках младших братьев и сестёр. Это смешно, любопытно и интересно. Очень многим детям понравилась книга. В то время я как раз только начал рисовать, и эта книга помогла мне поверить в свои силы. Я поверил в то, что книга не должна быть назидательной и не должна учить чему-то важному, она должна рассказывать о естественных вещах, о реальной жизни.

## Популярность
В 1993 году книга была переведена на английский язык и издана. Кроме того, книга была переведена и на другие языки [какие?].

## Издания
- 五味太郎. みんなうんち / 五味太郎[著]. — 東京 : 福音館書店, 1977. — 28頁. — (かがくのとも傑作集).
- Gomi, T. Everyone Poops : My Body Science / Taro Gomi ; Trans. A. M. Stinchecum. — Brooklyn, N. Y. : Kane/Miller, 1993. — 27 p. — ISBN 0-916291-45-6.
- Gomi, T. Everyone Poops : My Body Science / Taro Gomi ; Trans. A. M. Stinchecum. — La Jolla : Kane/Miller, 2001. — 27 p. — ISBN 1-929132-14-X.
- Gomi, T. Everyone Poops : My Body Science / Taro Gomi ; Trans. A. M. Stinchecum. — N. Y. : Scholastic, 2004. — 27 p. — ISBN 0-439-72659-X.
- Gomi, T. Everyone Poops : My Body Science / Taro Gomi ; Trans. A. M. Stinchecum. — L. : Frances Lincoln, 2002. — 32 p. — ISBN 0-7112-2046-8.
- Gomi, T. Everyone Poops : My Body Science / Taro Gomi ; Trans. A. M. Stinchecum. — L. : Frances Lincoln, 2004. — 32 p. — ISBN 1-84507-258-8.
- Gomi, T. Todos hacemos caca / Taro Gomi ; Trans. Leopoldo Iribarren. — Brooklyn, N. Y. : Kane/Miller, 1997. — 27 p. — ISBN 0-916291-77-4.
- ทาโร, ท. อึ / ทาโร โกมิ ; พรอนงค์ นิยมค้า (แปล). — กรุงเทพ : สำนักพิมพ์แพรวเพื่อนเด็ก, ๒๕๓๘ [1995]. — 28 ห. — ISBN 974-89200-0-3.
- ทาโร, ท. อึ / ทาโร โกมิ ; พรอนงค์ นิยมค้า (แปล). — กรุงเทพ : สำนักพิมพ์แพรวเพื่อนเด็ก, ๒๕๔๖ [2003]. — 28 ห. — ISBN 974-247-036-7.